# 1. SS-Panzer-Division "Leibstandarte SS Adolf Hitler"
1. SS-Panzer Division Leibstandarte SS Adolf Hitler (förkortat 1st SS-Pz.Div. LSSAH, eller LAH) var Adolf Hitlers personliga livgarde. Det svor i november 1933 för första gången en personlig trohetsed till Führern i München och 13 april 1934 fick enheten sitt slutliga namn Leibstandarte SS Adolf Hitler.
Till en början var det till storleken som ett regemente (brigad), men LSSAH växte över tid till en elit-division. Termen Leibstandarte har sina rötter delvis i Leibgarde – en något arkaisk tysk översättning av Garde du Corps eller personlig livvakt för en militär ledare ("Leib" = bokstavligen "kropp, torso") – och Standarte: den av Schutzstaffel (SS) eller Sturmabteilung (SA) använda termen för en enhet av regementsstorlek.
LSSAH deltog oberoende i strid under Invasionen av Polen 1939, och inkluderades i Waffen-SS tillsammans med SS-Verfügungstruppe (SS-VT) och stridsenheterna från SS-Totenkopfverbände (SS-TV) innan Barbarossa 1941. I slutet av andra världskriget hade storleken ökat från ett regemente till en pansardivision.
Symbolen för Leibstandarte var en typ av dyrk, eller en skeleton key, för att hedra sin första befälhavare, Josef "Sepp" Dietrich (där Dietrich är tyska för "skeleton key" eller låsdyrk); den behölls och modifierades senare för att användas som symbol för I. SS-Panzerkorps. Elitdivisionen, en del av Waffen-SS, dömdes skyldiga för krigsbrott i Nürnbergrättegångarna. Medlemmar i LSSAH deltog i flera illdåd. De dödade uppskattningsvis 5 000 krigsfångar under åren 1940–1945, mestadels på östfronten.

## Historia

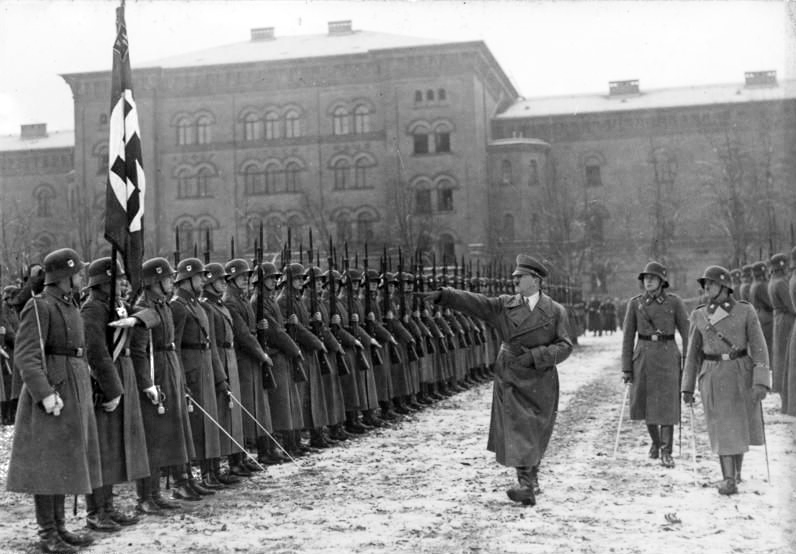
Adolf Hitler inspekterar Leibstandarte 1935. Till höger SS-Obergruppenführer Sepp Dietrich

LAH bildades redan 1923 som en avdelad personlig livvakt åt Adolf Hitler, och gavs inom kort beteckningen Stoßtrupp Adolf Hitler. Enheten hade före kriget främst ceremoniella uppgifter.
Före och i början av kriget var kraven för att bli antagen till LAH mycket höga, men ju längre kriget varade tvingades man acceptera allt lägre krav. Under de sista krigsåren fylldes LAH ut med icke-frivilliga soldater från bland annat marinen och flygvapnet.
Förbandet är nära förknippat med ett flertal krigsförbrytelser, bland annat Malmedymassakern i december 1944. Förbandet stod Adolf Hitler och nazismen nära.
LAH deltog i strider i Polen 1939, Frankrike 1940 och på Balkan 1941. Under Operation Barbarossa 1941 ingick LAH i armégrupp syd och stred i Ukraina.
| Namn                                | datum                          |
| ----------------------------------- | ------------------------------ |
| SS-Stabswache Berlin                | mars 1933 - maj 1933           |
| SS-Sonderkommando Zossen            | maj 1933 - september 1933      |
| Leibstandarte SS Adolf Hitler       | september 1933 - december 1934 |
| Leibstandarte SS Adolf Hitler (mot) | december 1934 - juli 1942      |
| SS-Division (mot) LSSAH             | juli 1942 - november 1942      |
| SS-Panzergrenadier-Division LSSAH   | november 1942 - oktober 1943   |
| 1. SS-Panzer-Division LSSAH         | oktober 1943 - maj 1945        |

### Pansardivision
Under hösten 1942 sändes LAH till Frankrike för återuppbyggnad och ombildning till en pansargrenadjärdivision. På grund av påtryckningar från Heinrich Himmler och chefen för SS-Panzerkorps Paul Hausser blev de tre SS-divisionerna LAH, Das Reich och Totenkopf som ombildades till pansargrenadjärdivisioner i praktiken pansardivisioner. Detta då de utrustades med ett pansarregemente med två bataljoner istället för en ensam pansarbataljon som var normalt för en pansargrenadjärdivision, pansarregementet förstärktes ytterligare med ett tungt stridsvagnskompani utrustat med Tiger I-stridsvagnar.
I slutet av januari 1943 återvände LAH till östfronten som en del av de förstärkningar som sändes in för att stabilisera den kollapsande fronten efter slaget om Stalingrad. Som en del Paul Haussers SS-Panzerkorps deltog divisionen i Tredje slaget vid Charkov där den viktiga knutpunkten Charkov först förlorades till Sovjetiska styrkor för att senare återerövras, resultatet av detta slag blev en utbuktning i frontlinjen kring staden Kursk. Efter att divisionen återuppbyggts under våren då vädret förhindrade större offensiver var divisionen redo att deltaga i sommarens offensiv operation Zitadelle. Divisionen var en del av 4. Panzerarmees angrepp på den södra delen av Kursk-bågen. Trots att man lyckades bryta igenom flera försvarslinjer tappade framryckningen fart och nådde sin kulmen vid Slaget vid Prochorovka. På grund av sovjetiska motoffensiver både norr och söder om Kursk-bågen avbröts operationen och LAH togs ur linjen för att skickas till Italien.
Efter en kort period i Italien sändes LAH åter till östfronten under slutet av 1943 och deltog bland annat vid striderna vid Korsun-Tjerkassy-fickan. Inför den hotande västallierade invasionen sändes LAH till Västeuropa och deltog i striderna i Normandie och vid Ardenneroffensiven 1944. Efter den misslyckade Ardenneroffensiven sändes LAH återigen till östfronten där enheten deltog i tyskarnas sista större offensiv under kriget i Ungern 1945 (Operation Frühlingserwachen). Som framgår ovan utnyttjades alltså LAH mycket intensivt under kriget och deltog i många av andra världskrigets större slag i Europa.
I LAH ingick bland annat kända SS-officerare som Joachim Peiper och Michael Wittmann. Medlemmar ur LAH bar ett tygband på uniformsärmen med texten "Adolf Hitler". Enhetens symbol var en nyckel, ofta målad i vitt på enhetens fordon. Detta hängde samman med enhetens befälhavare, Sepp Dietrich (Dietrich betyder "dyrk" på svenska).
Med kadrer från LAH bildades 1943 en annan Waffen-SS-pansardivision, 12. SS-Panzer-Division Hitlerjugend och LAH och Hitlerjugend var något av systerenheter och stred i samma pansarkår i Ardennerna 1944 och Ungern 1945.

## Befälhavare
Divisionschefer:
- SS-Obergruppenführer Sepp Dietrich (1 sep 1939 - 4 juli 1943)
- SS-Brigadeführer Theodor Wisch (4 juli 1943 - 20 aug 1944)
- SS-Brigadeführer Wilhelm Mohnke (20 aug 1944 - 6 feb 1945)
- SS-Brigadeführer Otto Kumm (6 feb 1945 - 8 maj 1945)

## Fördjupningslitteratur
- Butler, Rupert, SS-division Leibstandarte: historien om den första SS-divisionen 1933-1945. Hallstavik: Svenskt militärhistoriskt bibliotek 2007. ISBN 978-91-85789-02-3